# 2024년 도쿄 국제공항 지상 충돌 사고
도쿄 국제공항 지상 충돌 사고는 2024년 1월 2일, 일본항공 516편 에어버스 A350 XWB 여객기가 도쿄 국제공항(하네다 공항)에 착륙하는 과정에서 일본 해상보안청의 수송기와 충돌하면서 양 기체에 화재가 발생한 사고다. 사고가 일어난 일본항공의 여객기에는 승객 367명, 승무원 12명 등 379명 전원이 탑승하였으며 신속하게 탈출 절차를 진행한 덕에 전원 대피에 성공했지만, 일본 해상보안청 수송기에는 6명의 승조원이 탑승하였지만 조종사만 빠져 나오고 5명 모두 사망하였다.
두 항공기 모두 충돌 후 화재로 소실되었으며, 에어버스 A350 기종이 일으킨 최초의 항공 사고다. 이는 1985년 일본항공 123편 추락 사고 이후 일본항공 항공기와 관련된 최초의 치명적인 사고이자 기체 손실이다.

## 사고 개요

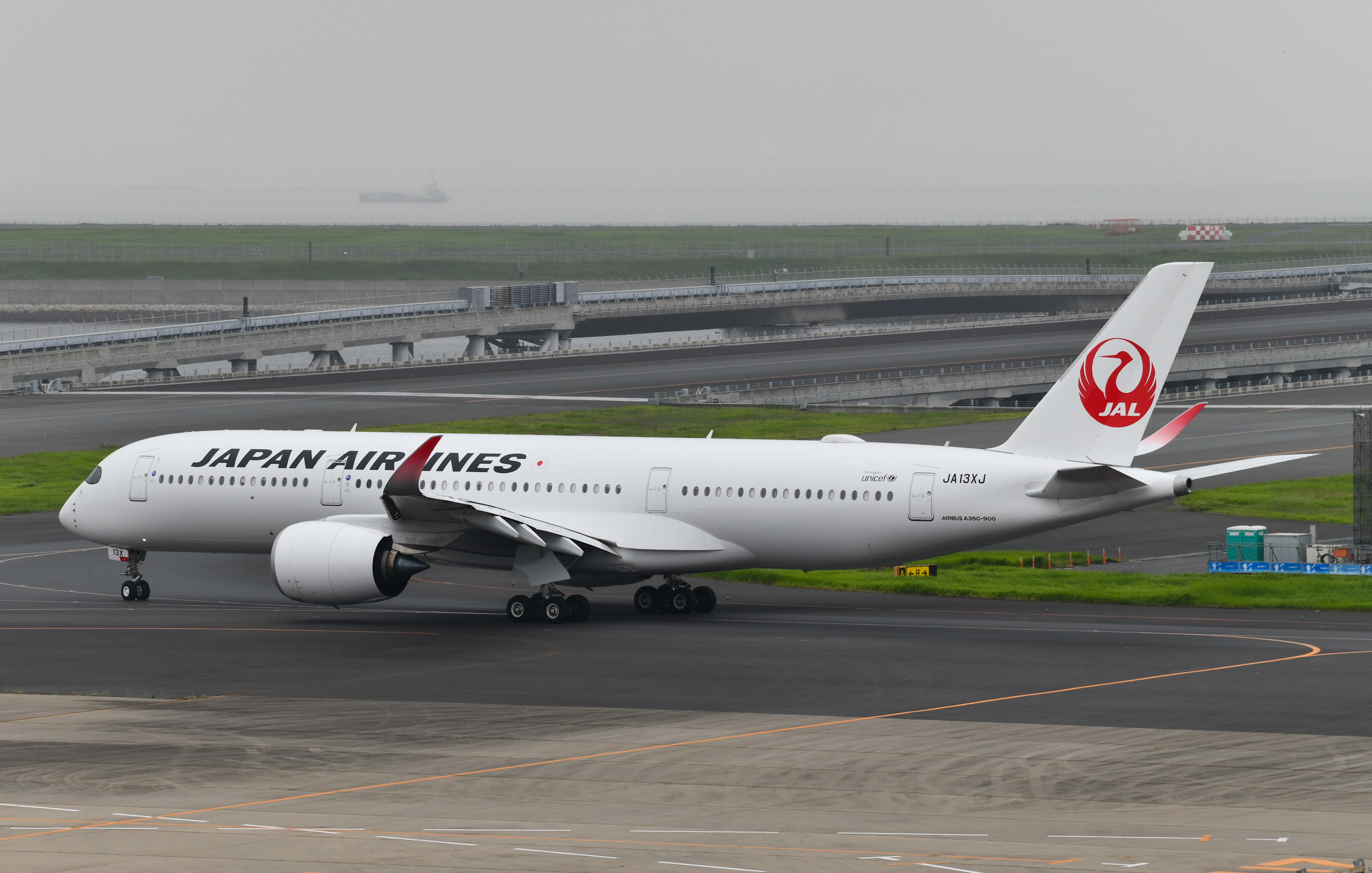
2022년 4월 30일 하네다 공항에서 일본항공 에어버스 A350-941 JA13XJ.

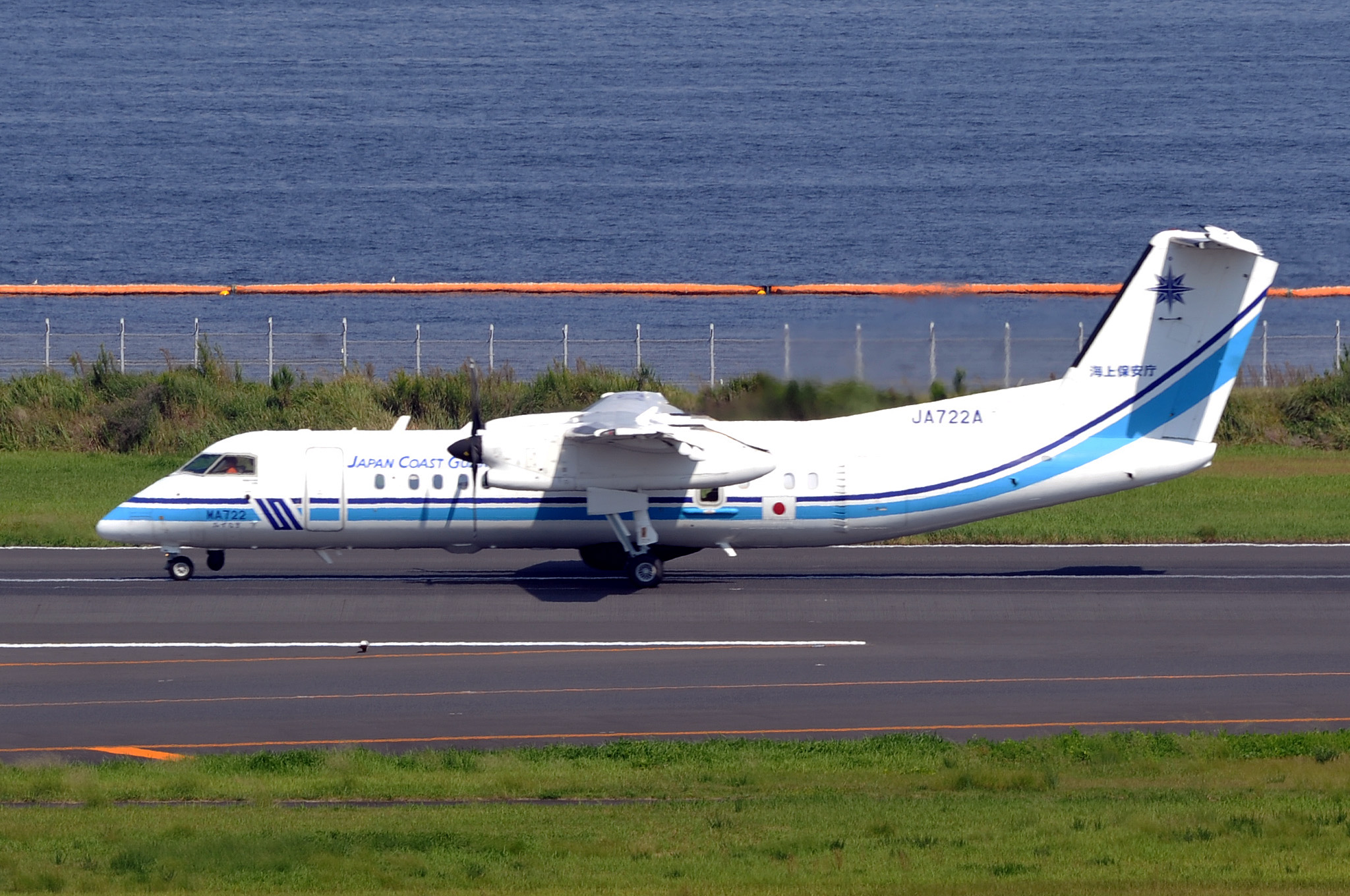
2021년 9월 24일 하네다 공항에서 촬영된 일본 해상보안청 소속 DHC-8Q-315 JA722A 항공기

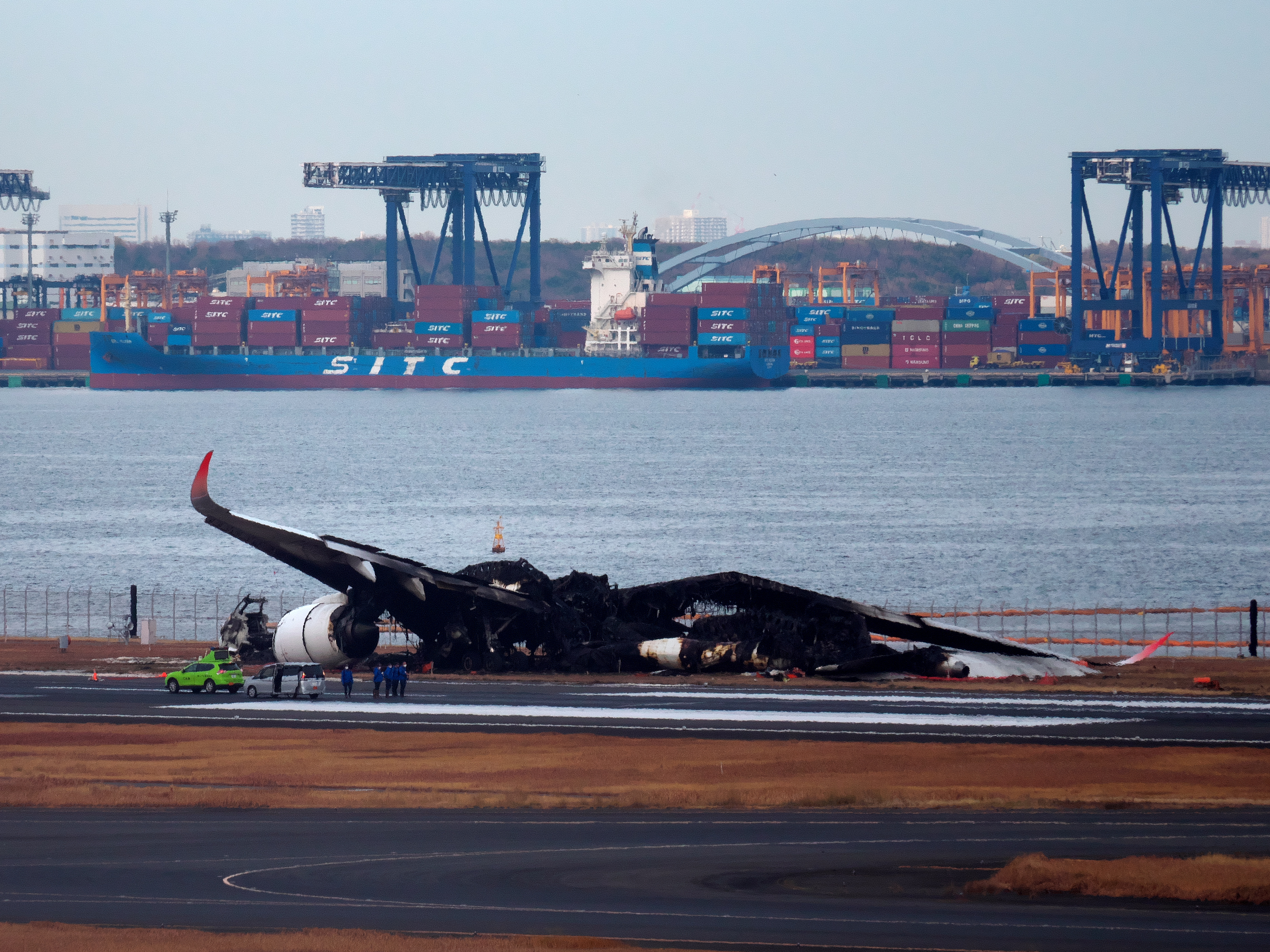
JA13XJ 기체가 충돌 후 1일만에 촬영된 잔해의 모습.

해당 항공기는 JA13XJ로, 일련번호는 538이다. 2021년 9월 실험 비행을 완료하고, 2021년 11월 에어버스로부터 일본항공에 인도되었으며, 롤스로이스 트렌트 XWB 엔진 2개가 장착되었다. 해당 여객기는 신치토세 공항에서 출발하여 도쿄 국제공항 활주로에 착륙하던 중 일본 해상보안청 소속 봄바디어 Dash-8-Q315 해상보안청 항공기와 충돌하였고, 이로 인한 화재로 기체가 전소되었다. 이 사고로 1985년 8월 12일에 있었던 일본항공 123편 추락 사고 이후 39년간의 무사고 기록이 깨지게 되었다. 그 외에도 JAL기 기체 밑부분 화물칸에 실려 있었던 반려견 및 반려묘 각각 1마리는 수하물에서 끝내 빼지 못하고 결국 불길에 갇혀 폐사한 안타까운 사연도 물론 있었다.
사고 전날에 2024년 노토반도 지진이 발생했는데, 해상보안청 소속 항공기는 물자 전달을 위해 하네다에서 니가타로 출발하는 중이었다.

## 사고 여파

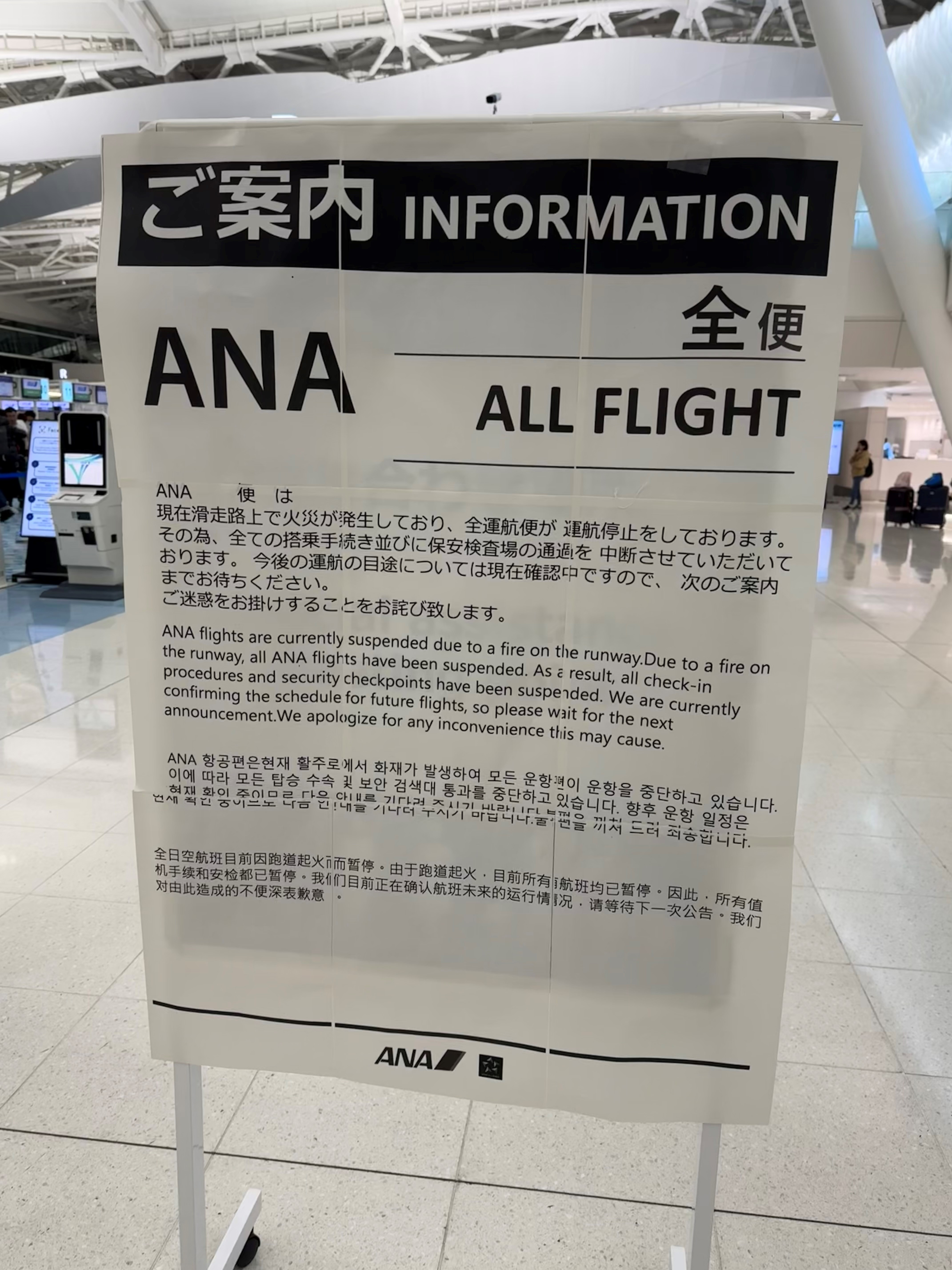
하네다 공항 제2터미널 내 전일본공수 항공편 운항 중단을 알리는 안내판

에어버스 A350의 모든 승객과 승무원은 경미한 부상 없이 기내에서 대피했지만, 비행기는 수리할 수 없을 정도로 손상되었다. 516편 바로 뒤에서 34R 활주로에 접근하고 있는 보잉 737-800인 JAL166 항공기는 1,150 피트 (350 m)에서 선회한 후 나리타 국제공항으로 회항하였다. 당시 도쿄 국제공항에서 이륙을 기다리는 비행기도 여러 대 있었으나, 대부분은 활주로가 폐쇄된 후 터미널로 돌아왔다.
이번 사건은 연중 가장 바쁜 여행 기간 중 하나인 쇼가쓰 연휴를 맞아 수백만 명이 여행을 하던 중 발생했다. 사고 이후 하네다 공항의 모든 활주로는 일시적으로 폐쇄되었으며, 많은 항공편이 인근 나리타 국제공항과 나고야, 오사카 등으로 회항했다. 충돌 사고로 인해 다른 항공편도 취소되었는데, 전일본공수는 112개의 국내선 항공편을 취소했으며 일본항공은 116개의 국내선 항공편을 취소했다. 일본 국토교통성에 따르면 21시 30분경(JST) 하네다 공항의 나머지 3개 활주로의 운영이 재개되었다. 1월 3일에 추가 취소가 발표되었으며 총 20,000명의 승객이 사고 이후 항공편 중단으로 영향을 받았다.
이 사고의 여파로 김포국제공항에서 출발한 대한항공 여객기는 이즈반도 상공을 선회해서 비행하다가 어쩔 수 없이 나고야에 착륙한 것으로 확인되었으며, 이 외의 다른 항공기들도 역시 나리타, 오사카 등으로 회항하는 경우도 있었다.

## 같이 보기
- 2024년 노토반도 지진
- 일본항공 123편 추락 사고
- 대한항공 2033편 활주로 이탈 사고
- 싱가포르 항공 006편 추락 사고
- 아시아나항공 214편 착륙 사고
- 테네리페 공항 참사